# Ширококлюна чапла
Ширококлюната чапла (Cochlearius cochlearius) е вид птица от семейство Чаплови (Ardeidae), единствен представител на род Cochlearius.

## Разпространение и местообитание
Разпространен е в Аржентина, Белиз, Боливия, Бразилия, Венецуела, Гватемала, Гвиана, Еквадор, Колумбия, Коста Рика, Мексико, Никарагуа, Панама, Парагвай, Перу, Салвадор, Суринам, Тринидад и Тобаго, Френска Гвиана и Хондурас.